# Khướu hông đỏ Việt Nam
Khướu hông đỏ Việt Nam, tên khoa học Cutia legalleni, là một loài chim trong họ Leiothrichidae. Chúng được tìm thấy chủ yếu ở Việt Nam và Lào.